# Naoki Yoshikawa
Naoki Yoshikawa (吉川 直輝 Yoshikawa Naoki?), född 21 april 2002 i Osaka prefektur, är en japansk fotbollsspelare.
Yoshikawa började sin karriär 2020 i Gamba Osaka.